# Ramire de Viguera
Ramire Garcés (en basque : Ramiro Gartzia, mort le 9 juillet 981) était le premier roi de Viguera, depuis l'établissement du royaume en 970 jusqu'à sa mort en 981. Il était fils de García Sánchez II, roi de Navarre et de sa seconde femme, Thérèse de León Il est possible que Thérèse ait intrigué pour que son mari déshérite son fils aîné Sanche II, issu d'un premier mariage, en faveur de Ramire, et García décida d'un compromis en léguant la région de Viguera à Ramire avec le titre de roi.
Ramire était subregulus et vassal de son frère. En 975, il se lance dans un raid contre les territoires musulmans voisins, mais il est défait à la bataille d'Estercuel (en) le 6 juillet.
La date précise de sa mort n'est pas connue. Un document de 981 raconte qu'il est déjà mort. Des sources musulmanes indiquent qu'il est tué à la bataille de Torrevicente (en) en 981, où lui et García Fernández de Castille combattaient Almanzor en soutenant le rebelle cordouan Ghâlib.
Il a eu deux fils, Sanche Ramirez et Garcia Ramirez qui lui succédèrent.

## Sources
- (en) Cet article est partiellement ou en totalité issu de l’article de Wikipédia en anglais intitulé « Ramiro Garcés of Viguera » (voir la liste des auteurs).
- (en) Charles Julian Bishko, « Salvus of Albelda and Frontier Monasticism in Tenth-Century Navarre », Speculum, vol. 23, no 4,‎ octobre 1948, p. 559-590 (lire en ligne).
- (es) Alberto Cañada Juste, « Un milenario navarro: Ramiro Garcés, rey de Viguera », Princípe de Viana, no 42,‎ 1982, p. 21–37 (lire en ligne).
- (es) Antonio Ubieto Arteta, « Monarcas navarros olvidados: los reyes de Viguera », Hispania, no X,‎ 1950, p. 8–25.